# Aphelandra mildbraediana
Aphelandra mildbraediana är en akantusväxtart som beskrevs av Emery Clarence Leonard. Aphelandra mildbraediana ingår i släktet Aphelandra och familjen akantusväxter. Inga underarter finns listade i Catalogue of Life.